# معاوقة خارجية
المعاوقة الخارجية (output impedance) لأي شبكة كهربائية هو قياس معارضة تدفق التيار- سواء كانت ثابتة (المقاومة) ومتغيرة (مفاعلة) - أثناء توصيل دائرة الحمل مع المصدر الكهربي. تعبر المعاوقة الخارجية عن قياس مقدار هبوط الجهد Voltage drop عندما يقوم الحمل بسحب وحدة التيار.

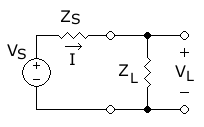
دائرة كهربية توضح مفهوم المعاوقة الخارجية للمصدر ZS.

## الوصف
جميع الأجهزة لديها مقاومة R وسعة C، وبالتالي لا يمكن أن يكون الجهاز مصدر مثالي. تستخدم المعاوقة الخارجية غالبا لوصف رد فعل المصدر الكهربي تجاه تدفق التيار. بعض الأجهزة قد تقاس لها قيمة للمعاوقة ولكن ليس لها وجود فعلي داخل الجهاز، ولكنها تكون بسبب الخصائص الكيميائية أو الميكانيكية أو الحرارية للمصدر. تُرسم المعاوقة على التوالي مع مصدر الجهد الكهربي، أو بالتوازي مع مصدر التيار الكهربي (انظر: دارة التوالي أوالتوازي).
يوصف المصدر الكهربي على إنه مصدر مثالي (لا تتغير قيمته) على التوالي مع المعاوقة الخارجية. رياضيًا يمكن التحويل بين مصادر التيار والجهد باستخدام نظرية ثيفينين ونظرية نورتون.
في حالة إذا كان الجهاز غير خطي (nonlinear device) مثل الترانزستور، فإن مصطلح «المعاوقة الخارجية» عادةً ما يشير إلى تأثير الإشارة صغيرة السعة small-amplitude signal، سوف تختلف قيمتها بتغير جهد الانحيار (bias point).

## القياس
تقاس معاوقة المصدر إذا كانت مقاومة حقيقية بحتة عن طريق زيادة قيمة مقاومة الحمل حتى تصبح قيمة الجهد على الحمل (AC أو DC) يساوي نصف قيمة جهد المصدر. عند هذه النقطة، فإن قيمة المقاومة الخارجية للمصدر تساوي قيمة مقاومة الحمل (internal resistance).
ويمكن قياسها بطريقة أكثر دقة، وهي تتبع قيمة جهد المصدر بالنسبة لقيمة التيار الخارج منه عند قيم أحمال مختلفة، وحساب المقاومة من قانون أوم.
في الحالة العامة، تكون معاوقة المصدر الكهربي تحتوى على جزء غير حقيقي من المفاعلة الكهربية (يمكن اعتبارها على شكل ملف L أو مكثف C)، فيصبح قياسها أكثر تعقيدًا، وعادةً ما تقاس بواسطة أجهزة القياس أفضل من القياس اليدوي.

## مكبرات الصوت
المعاوقة الخارجية (Zsource) لمكبرات الصوت عادةً أقل من 0.1 Ω. يمكن حساب معامل التخميد (damping factor) بواسطة:
{\displaystyle DF={\frac {Z_{\mathrm {load} }}{Z_{\mathrm {source} }}}}
ولحساب قيمة Zs:
{\displaystyle Z_{\mathrm {source} }={\frac {Z_{\mathrm {load} }}{DF}}}
إذن يمكن حساب المعاوقة الخارجية من معرفة قيمة مقاومة مكبر الصوت  Zload  (عادةً 2 أو 4 أو 8 أوم) ومعرفة قيمة معامل التخميد.
عمومًا في مكبرات الصوت، تكون قيمة معاوقة الحمل أكبر عدة مرات من المعاوقة الخارجية (تقنيًا أكثر من 10). وهذا ما يسمى قنطرة المعاوقة الإلكترونية.
وفي هذه الحالة تكون: Zload >> Zsource

مما يعني: DF > 10
في أنظمة الفيديو والأنظمة الأخرى، تكون المعاوقة الخارجية تساوي قيمة معاوقة الحمل أو المعاوقة الداخلية. وهذا ما يسمى توفيق المعاوقة.
في هذه الحالة: Zsource = Zload

مما يعني: DF = 1/1 = 1

## البطاريات
المقاومة الداخلية للبطارية تنتج عن التفاعلات الكيميائية التي تحدث داخل البطارية، من المستحيل قياس المقاومة الداخلية للبطارية مباشرةً، ولكن يمكن قياسها من قياس التيار والجهد للدائرة. عند توصيل الحمل يمكن حساب المقاومة الداخلية من:
{\displaystyle R_{B}=\left({\frac {Vs}{I}}\right)-R_{L}}
أو
{\displaystyle R_{B}=\left({\frac {V_{S}-V}{I}}\right)}
حيث:
- {\displaystyle R_{B}} المقاومة الداخلية للبطارية
- {\displaystyle V_{S}} قيمة جهد البطارية بدون التوصيل مع الحمل
- {\displaystyle V} قيمة جهد البطارية بعد توصيل الحمل
- {\displaystyle R_{L}} المقاومة الكلية للدائرة
- {\displaystyle I} التيار الكلي الخارج من البطارية

المقاومة الداخلية تختلف قيمتها حسب عمر البطارية، ولكن بالنسبة لأغلب البطاريات التجارية تكون 1أوم.
تكون قيمة القوة الدافعة الكهربية ق.د.ك أقل عند توصيل البطارية بالحمل وخروج التيار. والسبب في ذلك هو أن جزءًا من الطاقة تم إهداره بسبب «المقاومة الداخلية» للبطارية.وتحسب المقاومة الداخلية كالآتي: r = (E−V) / l.